# Mielniczne (rejon turczański)
Mielniczne (ukr. Мельничне) – wieś na Ukrainie, w obwodzie lwowskim, w rejonie samborskim (do 2020 roku w rejonie turczańskim), nad Mielnicznym. Miejscowość liczy około 739 mieszkańców. Pierwsze wzmianki o wsi pochodzą z 1655.
W 1921 liczyła około 692 mieszkańców. Przed II wojną światową w granicach Polski, wchodziła w skład powiatu turczańskiego.
W czasie okupacji niemieckiej mieszkająca tutaj polska rodzina Jaworskich niosła pomoc Żydom, w tym ukrywała rodzinę Seifertów. W 1989 roku Instytut Jad Waszem uhonorował za to pośmiertnie tytułami Sprawiedliwych wśród Narodów Świata Annę Jaworską i jej syna Mikołaja. W 1993 roku ten sam tytuł otrzymały córki Anny Jaworskiej: Olga Wąchała z d. Jaworska, Wiktoria Sozańska z d. Jaworska i Helena Jaworska z d. Jaworska.

## Ważniejsze obiekty
- Cerkiew greckokatolicka